# Trachonitis
Trachonitis é um gênero de mariposa pertencente à família Crambidae.